# Dzierżynskij
Dzierżynskij (ros. Дзержинский) – miasto w Rosji, w obwodzie moskiewskim. W 2021 liczyło 52 797 mieszkańców.

## Geografia
Wzdłuż granicy miasta przepływa rzeka Moskwa. Najbliższą stacją kolejową jest „Lubiercy-1” (centrum miasta Lubiercy). Kursują również autobusy do Moskwy.

## Zabytki
Głównym zabytkiem miasta jest monaster św. Mikołaja na Ugrieszy, założony w 1380 przez Dymitra Dońskiego.
W roku 1981 osiedle Dzierżynskij stało się miastem rejonu lubierieckiego obwodu moskiewskiego. Od tego czasu miasto znacznie się rozłosło i w roku 1996 otrzymało status satelity Moskwy.

## Miasta partnerskie
- Marmaris, Turcja
- Berkowica, Bułgaria
- Montana
- Krasnoperekopsk, Ukraina
- Małojarosławiec, Rosja
- Iwanowo, Rosja
- Guś Chrustalny, Rosja
- Oziory, Rosja
- Soligalicz, Rosja
- Zariecznyj, Rosja
- Aleksin, Rosja
- Gubkin, Rosja
- Biełomorsk, Rosja